# Alphonse Kirchhoffer
Alphonse Kirchhoffer, född 19 december 1873 i Paris, död 30 juni 1913 i Paris, var en fransk fäktare.
Kirchhoffer blev olympisk silvermedaljör i florett vid sommarspelen 1900 i Paris.